# Ivano Blason
Ivano Blason   (San Lorenzo Isontino, 24 de maig de 1923 - Gorizia, 13 de març de 2002) fou un futbolista italià de la dècada de 1950.
Fou 1 cop internacional amb la selecció de futbol d'Itàlia amb la qual participa al Mundial de 1950.
Pel que fa a clubs, destacà a Triestina i Inter de Milà.